# 天主教奧夫雷貢城教區
天主教奧夫雷貢城教區（拉丁語：Dioecesis Civitatis Obregonensis），是墨西哥一個天主教教區，位於西北部索諾拉州東南部，屬埃莫西約總教區。
教區成立於1959年6月20日。2006年有教友889,000人，佔總人口86.2%。有五十八個堂區、司鐸133人。現任教區主教為斐理伯·帕迪利亞·卡多納。